# Nikola Simić
Nikola Simić (Beograd, 18. svibnja 1934. – Beograd, 9. studenoga 2014.) bio je srbijanski kazališni, televizijski i filmski glumac.

## Životopis
Nikola Simić rođen je u Beogradu 1934. godine, u pekarskoj obitelji. U gimnaziji je glumio u dramskoj sekciji, a 1958. diplomirao glumu na Akademiji za kazalište, film, radio i televiziju u Beogradu, na klasi s Radom Đuričin, Ružicom Sokić i Batom Živojinovićem. 

### Kazalište
Prvu ulogu igra već kao student (1957.) u Jugoslavenskom dramskom kazalištu u Beogradu, čiji je stalni član od 1959. do 1998. godine. U tom kazalištu ostvario je brojne zapažene uloge u predstavama kao što su: "Revizor", "Pseći valcer", "Velika auto trka", "Čekajući Godoa", "Punjene tikvice", "Skakavci". Od 1971. je igrao u predstavi "Buba u uhu" s kojom je 7. lipnja 2011. proslavio jubilej 40 godina igranja. Predstava je ušla u Guinnessovu knjigu rekorda. I to s obje uloge koje tumači: i kao imućni Šandebize i kao hotelski sluga Poš. Nastupao je na scenama svih beogradskih kazališta, kao i drugih kazališta u regiji.

### Film i televizija
Filmsku karijeru je započeo 1957. Poslije toga je uslijedilo niz televizijskih i filmskih uloga, a proslavio se ulogom Dimitrija Mite Pantića u filmskom serijalu Tesna koža (1982.—1991.), a ostao je i upamćen i kao dirigent Herbert fon Karajan iz filmova Druga Žikina dinastija i Sulude godine. Druge važne uloge su bile u filmovima Davitelj protiv davitelja, gdje je igrao inspektora koji mora razriješiti slučaj davitelja čije su žrtve žene koje ne vole karanfile. 
Glumio je u TV-serijama, široku popularnost je stekao ulogama u serijama koje je napisao Siniša Pavić, kao što su Srećni ljudi (1993.—1996.), Porodično blago (1998.—2001.), Stižu dolari (2004.—2006.) i serijama Agencija za SIS (2006.—200.7), i Ljubav, navika, panika (2005.—2007.).

### Crtani filmovi
Posuđivao je glas brojnim likovima u srpskoj sinkronizaciji animiranih filmova za likove kao što su: Zekoslav Mrkva, Michelangelo i Shredder (Ninja kornjače), te nekim Transformersima. 

### Posljednje godine
Početkom veljače 2014. je operiran u Institutu za urologiju i nefrologiju od raka prostate, a početkom lipnja zbog komplikacija s mokraćnim mjehurom.
Preminuo je 9. studenoga 2014. u Beogradu u 80. godini života. Komemoracija povodom smrti doajena srbijanskog glumišta održana je 14. studenoga 2014. u Jugoslavenskom dramskom kazalištu na sceni "Ljuba Tadić". Sahranjen je istog dana u Aleji zaslužnih građana na Novom groblju u Beogradu.

## Vanjske poveznice
- Index.hr – Odlazak legendarnog Pantića: Preminuo poznati srpski glumac Nikola Simić
- (engl.) IMDb: Nikola Simić